# Прикаспийская НГП
Прикаспийская нефтегазоносная провинция — нефтегазоносная провинция, расположенная в Прикаспийской низменности. Основная её территория (примерно две трети) принадлежит Республике Казахстан, остальная — прилегающим областям Российской Федерации. Протяжённость провинции по широте превышает 800 км, по меридиану — 700 км.
Имеет наибольшую значимость для экономики Казахстана. Первое месторождение провинции открыто в 1911 году (Доссор).

## Основные сведения

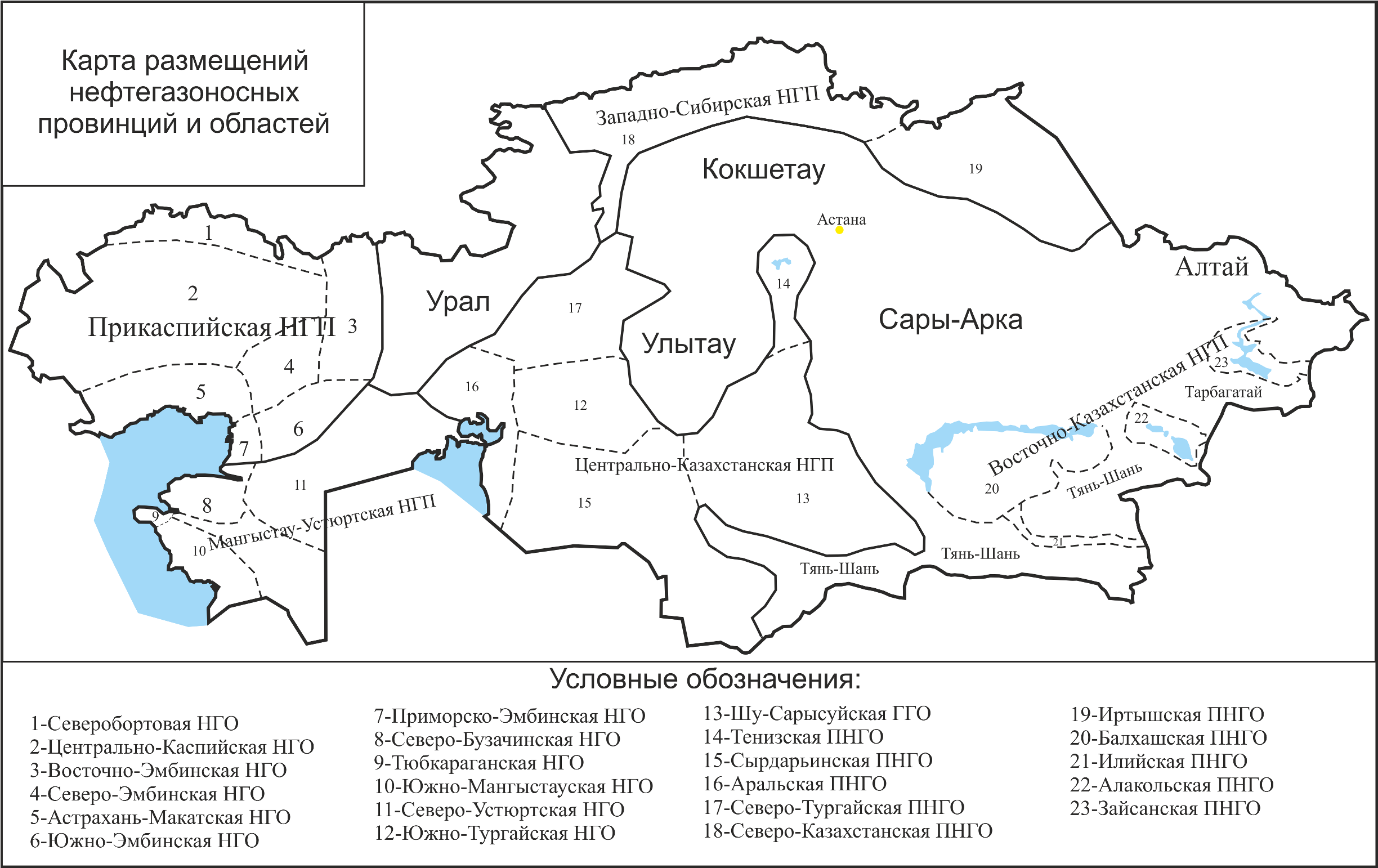

В региональном тектоническом плане Прикаспийская впадина представляет собой юго-восточную глубокопогруженную часть древней Восточно-Европейской платформы. 
Прикаспийская впадина уникальна тем, что древний докембрийский кристаллический фундамент в её центре погружен на глубину 22-24 км (геофизические данные). От центра к бортам (восточному, северному, западному и южному) поверхность фундамента ступенчато поднимается до глубин 6-7 км. 
Западно-Казахстанская, Атырауская и Актюбинская административные области полностью расположены на территории Прикаспийской нефтегазоносной провинции. 
Указанные области все являются нефтегазодобывающими, но значимость их для экономики Казахстана по нефтегазовому делу различна. 
Наибольшую добычу углеводородов имеет старейшая нефтегазодобывающая Атырауская область, промышленная добыча углеводородного сырья в которой осуществляется с 1912 года (Доссор). 
Второе место по добыче нефти и газа, по-видимому, необходимо отдать Актюбинской и третье — Западно-Казахстанской административным областям. 
Количество месторождений нефти и газа, а также запасы углеводородных месторождений, расположенных в пределах упомянутых административных областей, также неодинаковы.
На территории Атырауской области располагается нефтяной гигант Тенгиз (подсолевой), Кашаган (акватория Северного Каспия).
В соседней Астраханской области России в подсолевых отложениях рассматриваемой провинции открыто ещё одно крупное Астраханское газоконденсатное месторождение. 
Имеется ряд других месторождений, как подсолевых (Имашевское, Королевское и др.), так и надсолевых (Прорва, Мартыши, Кульсары, Доссор и др.).
В Актюбинской области открыты крупные подсолевые месторождения Жанажол, Кенкияк, Алибекмола, Урихтау и надсолевые — Кенкияк, Шубаркудук, Каратюбе, Акжар, Кокжиде и другие.
Количество месторождений на территории Западно-Казахстанской области невелико, из них в разработке находится только одно нефтегазоконденсатное подсолевое гигантское месторождение Карашыганак.
В подсолевых отложениях также открыты мелкие и средние нефтегазоконденсатные месторождения: Тепловское, Восточно-Гремячинское, Гремячинское и газовые Цыгановское, Ульяновское, Токаревское.
В надсолевых отложениях в центре впадины, к востоку от Урала выявлены мелкие нефтяные месторождения: Чингиз, Кубасай, перми и мелкие газовые в междуречье Урала и Волги: Порт-Артур, Ушкультас и Аукетайшагыл, которые в данное время находятся в консервации.
В региональном тектоническом плане наибольшее количество месторождений выявлено в восточной и юго-восточной частях провинции, наименьшее — в северной и западной.

## Осадочный чехол провинции

### Общие сведения
Осадочный чехол провинции (6 — 24 км) подразделяется на три литолого-стратиграфических мегакомплекса: подсолевой, надсолевой (мезо-кайнозой и верхняя пермь) и, разделяющий их, соленосный, (нижняя пермь, кунгурский ярус). 
На многих площадях бурением вскрыты и изучены породы мезо-кайнозоя, соленосного комплекса и подсолевые: ассельский, сакмарский и артинский ярусы нижней перми и каменноугольные отложения. Девонские породы вскрыты скважинами в пределах отдельных месторождений (Карашыганак, Тенгиз и др.) 
Прикаспийская платформенная нефтегазоносная провинция палеозойско-мезозойского, частично кайнозойского нефтегазонакопления имеет чрезвычайно широкий стратиграфический диапазон нефтегазоносности. 
В изученном осадочном чехле выделены девонский, каменноугольный, нижнепермский, триасовый, средне-верхнеюрский, нижнемеловой и неогеновый (плиоценовый)
региональные продуктивные комплексы.
Наибольшими запасами углеводородов в них обладают каменноугольный и нижнепермский подсолевые комплексы.

### Подсолевой этаж провинции
Характерной особенностью подсолевого разреза является наличие в нём обширного карбонатного массива. Поэтому нефтегазовмещающими коллекторами в подсолевом разрезе чаще всего служат карбонатные образования и, в первую очередь, органогенные известняки. 
Есть отдельные месторождения, где коллекторами для нефти и газа служат терригенные породы (подсолевая нижняя часть перми Кенкияка, девонские отложения Карашыганак). 
В подсолевых отложениях месторождения нефти и газа контролируются высокоамплитудными (сотни метров) куполовидными и брахиантиклинальными поднятиями, а также тектоно-седиментационными и рифогенными выступами. 
В подсолевых отложениях основными типами нефтегазовых месторождений являются месторождения рифогенных выступов и крупных куполовидных и брахиантиклинальных поднятий, как правило, ненарушенных. Ведущими типами залежей в подсолевых отложениях чаще всего являются массивные, значительно реже встречаются пластово-массивные и пластовые сводовые залежи.
Интервалы глубин залегания подсолевых продуктивных комплексов колеблются от 2700-3600 (Жанажол) и 3900-4200 (Астраханское газоконденсатное месторождение) до 3800-5500 и более м (Тенгиз, Карашыганак). 
В подсолевых отложениях Прикаспийской провинции выявлены нефтяные гиганты Тенгиз, Кашаган, нефтегазоконденсатный гигант Карашыганак, газоконденсатное Астраханское месторождение и крупные нефтяные и газоконденсатные месторождения: Жанажол (нефть, конденсат, газ), Кенкияк (нефть), Имашевское (конденсат, газ), Урихтау (конденсат, газ), Алибекмола (нефть). 
Газоконденсатные подсолевые месторождения имеют высокое содержание (выход) конденсата, от 580 г/м³ (Астраханское ГКМ) и 614 г/м³ (Жанажол) до 644 г/см³ и более (Карашыганак).
Характерной особенностью подсолевых газоконденсатных и нефтяных залежей является высокое содержание в них свободного и растворенного (попутного) сероводорода (от 1 до 24 %), что усложняет их разработку. 
Но сероводород, с другой стороны, является ценным химическим сырьём для получения дешевой серы. В подсолевых отложениях Прикаспийской провинции наблюдаются жесткие термобарические условия. Так, на глубине 5,5 км пластовое давление в залежах колеблется от 65 до 105 МПа (АВПД). 
Превышение пластового давления над гидростатическим достигает 1,95. Температура в залежах достигает 110 °С — 120 °C, что соответствует геотермическому градиенту в интервале 0-5500 м осадочного чехла — 2,20С/100 м (пониженный геотермический градиент).

### Надсолевой и соленосный этажи провинции
Прикаспийская нефтегазоносная провинция по надсолевому и соленосному структурно-литологическим этажам представляет собой классическую территорию солянокупольной тектоники, где насчитывается свыше 1300 солянокупольных поднятий (соляных куполов). 
Все из них могут рассматриваться потенциальными ловушками для нефти и газа. Надсолевой литологический комплекс сложен в основном терригенными песчано-глинистыми отложениями с подчиненным присутствием карбонатных пород в верхней юре и верхнем мелу. 
К настоящему времени в надсолевых отложениях открыто несколько десятков, в основном, нефтяных месторождений, в меньшем количестве — газонефтяных и газовых. 
Административно большинство указанных месторождений расположено в пределах Атырауской, в меньшем количестве — в Актюбинской и единичные месторождения открыты в Западно-Казахстанской области. 
Необходимо особо отметить, что небольшое число газовых месторождений мелких размеров промышленного значения выявлено в плиоценовых (неогеновых) отложениях междуречья Урала и Волги на территории Западно-Казахстанской области (Порт-Артур, Аукитайчагыл, Ушкультас) и в верхнеюрских отложениях Саратовского Заволжья Российской Федерации (Армейское, Старшиновское, Таловское, Спортивное газовые месторождения).
Регионально нефтегазоносными комплексами надсолевого этажа являются триасовый (пермо-триасовый), средне-верхнеюрский, нижнемеловой и неогеновый. 
Известны единичные месторождения (Кенкияк, Каратюбе) с промышленной нефтегазоносностью в верхнепермских отложениях, а также верхнемеловых и палеогеновых отложениях, куда нефть мигрировала из нижележащих регионально нефтегазоносных комплексов. 
Суммарные запасы углеводородов надсолевых отложений несравнимо малы по сравнению с подсолевыми, и большинство выявленных в надсолевых отложениях месторождений относится к категории мелких (извлекаемые запасы нефти менее 10 млн тонн и газа — менее 10 млрд м³). 
Наряду с этим, необходимо особо отметить, что многие месторождения, расположенные севернее реки Эмбы (Доссор, Макат, Сагыз, Байчунас, Кошкар и др.), содержат масляные нефти уникального качества. Они бессернистые, имеют низкое содержание парафина, смол, почти не содержат бензиновой фракции, но отличаются высоким содержанием высококачественных смазочных масел (особенно нижнемеловые), начинающих застывать при низкой отрицательной температуре (-25 С-30 С), что обусловливает им высокий спрос и цену.
Основным типом месторождений надсолевого этажа являются месторождения солянокупольных поднятий, сложно построенные и разбитые многочисленными разрывными тектоническими нарушениями (сбросами) на отдельные крылья, поля и блоки, распределение нефтегазоносности в пределах которых также чрезвычайно сложное. 
Большинство солянокупольных поднятий имеет форму куполовидных поднятий и брахиантиклиналей. Как правило, в своде они имеют центральный грабен, имеющий простирание синхронное простиранию соляного ядра. Центральный грабен ограничен с обеих сторон основными разрывными нарушениями-сбросами, радиально к которым под разными углами примыкают второстепенные разрывы, разделяющие отдельные крылья на более мелкие поля и блоки. 
Поэтому ведущим типом залежей соляно-купольных поднятий является пластовая тектонически экранированная залежь, ограниченная в своей головной (приграбеновой) части основным тектоническим нарушением центрального грабена. Значительно меньшее распространение имеют пластовые сводовые, стратиграфически и литологически экранированные склоном соляного ядра залежи. В триасовых отложениях выявлены подкарнизные залежи (пластовые экранированные солью карниза).
Нефтегазовмещающими породами-коллекторами в надсолевом разрезе являются сплошь терригенные (песчано-алевритовые) породы с хорошими коллекторскими свойствами. 
Надсолевой структурный этаж имеет свыше 1300 солянокупольных поднятий, каждое из которых является потенциальной ловушкой и возможным нефтегазоносным месторождением, но поисково-разведочные работы, к сожалению, проводились только на 200—300 соляных куполах, а более чем 1000 солянокупольных поднятий ждут своей разведки. 
Открыто же несколько десятков месторождений солянокупольных поднятий, большинство из которых разрабатываются. Отдельные месторождения законсервированы ввиду малых запасов УВ (Чингиз, Кубасай, Бакланий и др.)

## Глубины залегания нефтегазоносных горизонтов
Глубины залегания нефтегазоносных горизонтов колеблются от 200 м до 800—1000 м, редко до 2000-3000 м. Основными перспективами нефтегазоносности в Прикаспийской провинции, безусловно, обладают подсолевые отложения (нижнепермские, каменноугольные, девонские, возможно и древнее). Перспективы нефтегазоносности надсолевого осадочного комплекса также остаются довольно высокими.

## Нефтегазовые области
По схеме Бакирова Прикаспийская нефтегазоносная область делится на области:
1.1. Южно-Эмбинская
1.2. Северо-Эмбинская
1.3. Восточнобортовая (Восточно-Эмбинская)
1.4. Северобортовая
1.5. Западно-Прикаспийская
1.6. Северо-Каспийская
1.7. Средне-Прикаспийская
1.8. Северо-Каспийский шельф

## Месторождения нефти и газа

### Подсолевые месторождения нефти и газа
- Кашаган
- Тенгиз
- Карашыганак
- Жанажол

### Надсолевые месторождения нефти и газа
- Доссор
- Сагыз
- Макат